# 코무날카

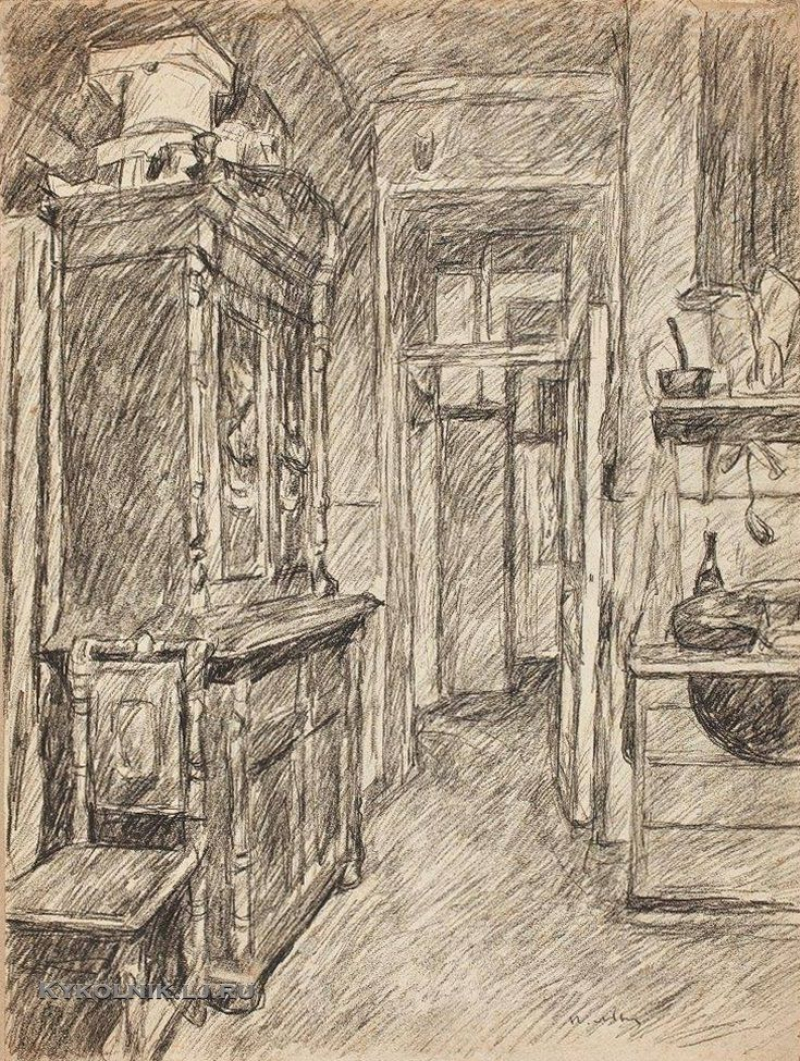
르보프 이바노비치가 그린 코무날카 내부의 모습이다. 코무날카는 각자의 개인 공간을 제외한 세탁실, 욕실, 주방, 화장실 등을 최대 다른 다섯 세대와 공유를 해야 했다.

코무날카(러시아어: коммуналка)는 러시아 지역에 존재하는 공동 주택을 의미한다.

## 역사
코무날카의 역사는 19세기 이전, 11월 혁명 이후, 신경제정책(NEP) 시기 이후, 제1차 경제 개발 5개년 계획 이후, 1957년 흐루숍카 등장 이후, 1990년 주택의 사유화 허용 이후 시점으로 나눌 수 있다.

### 19세기 이전
19세기, 산업이 크게 발달하고 있던 러시아 제국은 지방 지역에서 페트로그라드로 이주한 노동자의 주택 문제가 심각하였다. 또한, 이 당시는 인구가 폭발적으로 증가하던 시기였기에 주거 공간의 밀도가 폭증하고 있었다. 이에 따라 주민들은 자발적으로 자신들의 주거 공간을 개량하여 더 많은 개인 공간을 만들었으며, 화장실과 주방을 공유하는 형태의 주거 공간 형성을 서로의 암묵적인 동의하에 행하고 있었다. 입주자의 증가는 건물주의 수익을 증가시켰기에 건물주는 이러한 관행을 묵인하고 있었다. 이렇게 형성된 코무날카는 최소 세 세대에서 여섯 세대까지 머무를 수 있는 개인 공간과 함께, 화장실, 주방을 공유하는 형태였다.
이러한 주거 형태가 러시아에만 있던 것은 아니었다. 당시 서유럽도 코무날카와 비슷한 형식의 공동 주택이 존재했다.

### 1917년 ~ 1922년
1917년 11월에 볼셰비키당에 의한 공산주의 혁명이 일어났고, 코무날카는 구 체제의 유산으로, 청산해야 할 대상으로 여겨졌다. 볼셰비키는 1918년 헌법에 주거를 가질 권리를 헌법에 명시하였다. 모스크바 인민위원회는 1918년 7월 12일에 〈국가 보급 주택의 건축 표준안〉을 통해 국가가 배급해야 할 주택의 기본적인 여건을 명시하였다. 이 내용에 따르면, 국가에서 배급하는 주택은 성인 한 명당 하나의 방이 존재해야 한다. 그러나 당시 내전으로 인한 경제난이 겹치면서, 사실상 코무날카에서의 주거를 허용하고 있었다. 볼셰비키가 지도하는 전러시아 중앙집행위원회는 1918년 8월 20일에 〈도시 부동산의 사유권 폐지에 관한 법령〉을 통해 급진적으로 건물주의 소유 부동산을 무상몰수하였고, 모든 코무날카를 국가 소유의 주택으로 전환하였다. 1923년에는 배급 주택의 건축 표준안을 수정하여, 성인 한 명당 방 하나, 미성년자 두 명당 방 하나, 그리고 자녀의 교육을 위한 방 하나라는 기준으로 변경되었다. 이러한 포고에 따른 새 주택 건설은 꾸준히 진행되고 있었다.
페트로그라드 중앙주택위원회는 1919년 4월까지 코무날카에서 거주하는 기존의 주민 약 36,000명을 새 주택으로 이주시켰다. 몇몇은 이주에 불응하기도 했는데, 인근 지역에 텃밭 및 소규모 가축 사육장을 운영하고 있어서 거부하는 경우가 존재했으며, 새로운 환경에 적응하기 어려워서 거부하는 경우도 존재했다. 1922년까지 별도의 주거 공간에서 생활하는 노동자의 비율은 1908년의 29% 수준에서 67%로 증가하였다. 방이 두 개 이상인 주거 공간에서 생활하는 주민의 수는 1908년의 28% 수준에서 64%로 증가하였다. 한편, 1918년 기준으로 코무날카의 한 호에 거주하는 평균 인구는 5명이었는데, 1920년에는 2.8명으로 감소하였다.

### 1923년 ~ 1928년
1923년 신경제정책 이후 부분적인 주택 사유화를 허용하였다. 이 시기 정부가 소유한 주택은 코무나델로프(коммунотделов)라고 불렸다. 이 시기 코무날카 거주자 수의 비율은 점진적으로 감소하고 있었다. 그렇기에 코무날카는 새롭게 생긴 부동산업자들에게 매력적인 투자 대상으로 여겨지지는 않았다.

### 1929년 ~ 1956년
1929년 주택 사유화를 다시 전면 철폐하고 모든 주택은 국가의 소유로 전환되었다. 한편, 스탈린의 중공업화 정책으로 인해 지방에서 도시로 몰려온 인구를 감당할 주택이 부족하였으며, 1930년대 초반부터 다시 코무날카에서 거주하는 인구가 증가하기 시작하였다. 스탈린은 1937년부터 스탈린식 아파트를 건설해서 이 문제를 해결하려고 했으나, 뚜렷한 성과를 보여주지 못 하였다. 1947년 스탈린은 주택을 빠르게 보급할 수 있게 건축 조직을 재편하였다. 1951년에는 이러한 체계가 완비되었다.

### 1957년 ~ 1989년
소비에트 연방 공산당 중앙위원회는 1957년 7월 3일에 〈소비에트 연방의 주택 개발에 관한 지침〉을 통해, 기존의 주택 정책을 폐기하고, 새로운 콘크리트 패널형의 5층 주택을 대량으로 공급하기 시작하였다. 이 주택은 흐루숍카라고 불린다. 1960년대 초반까지 이 주택은 대량으로 보급되었고, 코무날카에서 거주하는 인구를 빠른 속도로 감소하게 만들었다. 1962년 기점으로 특별한 사유가 없는 이상, 코무날카에 거주하는 인구는 완전히 없어지게 되었다. 1968년부터는 기존의 흐루숍카를 개량한 브레즈네프카를 보급하기 시작하였고, 9층에서 12층 사이의 아파트가 대량으로 건설되었다. 코무날카는 이전과 비슷하게 임시 거처로만 사용되었을 뿐이다. 1980년에는 특별한 업무가 아닌 이상, 코무날카에서 거주하는 것을 금지하였기에 코무날카에서 거주하는 것은 어려운 일이 되었다.

### 1990년 ~
1990년 주택의 사유화가 허용되었고, 1991년에는 소비에트 연방이 붕괴되어 주택 사유화가 더욱 급진적으로 진행됐다. 1993년에는 코무날카의 입주 허용이 법령으로 채택되었다. 1980년에 입주가 사실상 금지였던 코무날카는 1993년의 입주 허용 정책에 따라 다시 부동산의 사업 대상이 되었으며, 입주자 수가 꾸준히 증가하였다. 한편, 주택 사업의 민영화 이후 전체 주택의 증가율을 과거 소비에트 연방 시절에 비해 꾸준히 감소하였고, 이후 도시의 주택난이 다시 발생하게 된다. 이에 따라 코무날카의 거주자 수는 날로 증가하였는데, 대표적으로 1996년 기준으로 상트페테르부르크의 전체 주택 수에서 코무날카는 약 14%를 차지하고 있었으며, 20만 채의 코무날카에 약 59만 명의 인구가 거주하고 있었다.
2000년대 이후에는 1980년대 소비에트 연방 시절보다 주택 증가량이 1.3배 늘었지만, 이렇게 증가한 주택은 대부분 투기적 요소를 동반한 소수 투자자들에 의해 점거되기 때문에 주택난은 오히려 증가하였고 코무날카 거주자의 수는 여전히 줄지 않고 있다.